# Методы оценки освещения в помещениях
Методы оценки освещения
Освещение в помещении слагается из естественного и искусственного света. В связи с этим оценка освещения производится на основании оценки естественного и искусственного света в отдельности.

## Методы оценки естественного освещения
Нормирование и гигиеническая оценка естественного освещения суммируется из анализа двух методов: светотехнического, то есть инструментального, и геометрического, то есть расчетного.

### Светотехнический метод
Основной показатель светотехнического метода — коэффициент естественной освещённости. Он определяется по формуле:
{\displaystyle KEO={\frac {E1}{E2}}\times 100\%},
где E1 — освещение внутри помещения, E2 — освещение вне помещения.
В зависимости от типа помещения, вида деятельности, которое там производится, соответствуют нормы КЕО, которые изложены в СанПиН 2.2.1/2.1.1.1278-03
«Гигиенические требования к естественному, искусственному и совмещенному
освещению жилых и общественных зданий» (утв. Главным государственным санитарным врачом РФ 6 апреля 2003 г.)

### Геометрический метод
Включает в себя 4 показателя:

#### Угол падения лучей освещения
Он должен быть равен не менее 27˚

#### Угол отверстия
Образуется двумя линиями, исходящими из точки измерения. Первая проводится до верхнего края окна, вторая — к верхнему краю противостоящего здания. Норма — не менее 5˚.

#### Световой коэффициент (СК)
Световой коэффициент (СК) — выражается отношением остекленной площади окон к площади пола данного помещения.

#### Коэффициент глубины заложения (КЗ)
Коэффициент глубины заложения (КЗ) — отношение расстояния от светонесущей поверхности до противоположной стороны к высоте от пола до верхнего края окна. В соответствии с нормами оно не должно превышать 2,5.

## Методы оценки искусственного света
Измерения искусственного освещения производится только в том случае, если отношение естественной освещенности к искусственной составляет менее 0,1.

### Расчет яркости освещаемой поверхности
{\displaystyle L={\frac {E\times K}{\pi }}} кд/м²,
где E — освещённость, лм; K — коэффициент отражения поверхности.
Максимально допустимая яркость источника освещения, постоянно входящая в поле зрения человека — 2000 кд/м², редко попадающих в поле зрения — 5000 кд/м²

### Расчет коэффициента равномерности освещения
{\displaystyle q={\frac {E}{E_{max}}}\times 100\%},
где E — освещённость в исследуемой точке, лм; Emax — максимальная освещённость в помещении.
В условиях равномерного освещения q=100 %. В норме, в норме Emax должно быть больше E не более чем в 3 раза.

### Расчетный метод «Ватт»
{\displaystyle E={\frac {P\times E_{T}}{10K}}},
где P — суммарная мощность светильников в помещении на единицу площади освещаемой поверхности (удельная мощность), Вт/м²; E — освещённость при удельной мощности 10 Вт/м²; K — коэффициент запаса.